# Cyrtodactylus aravallensis
Cyrtodactylus aravallensis là một loài thằn lằn trong họ Gekkonidae. Loài này được Gill miêu tả khoa học đầu tiên năm 1997.